# Papilio

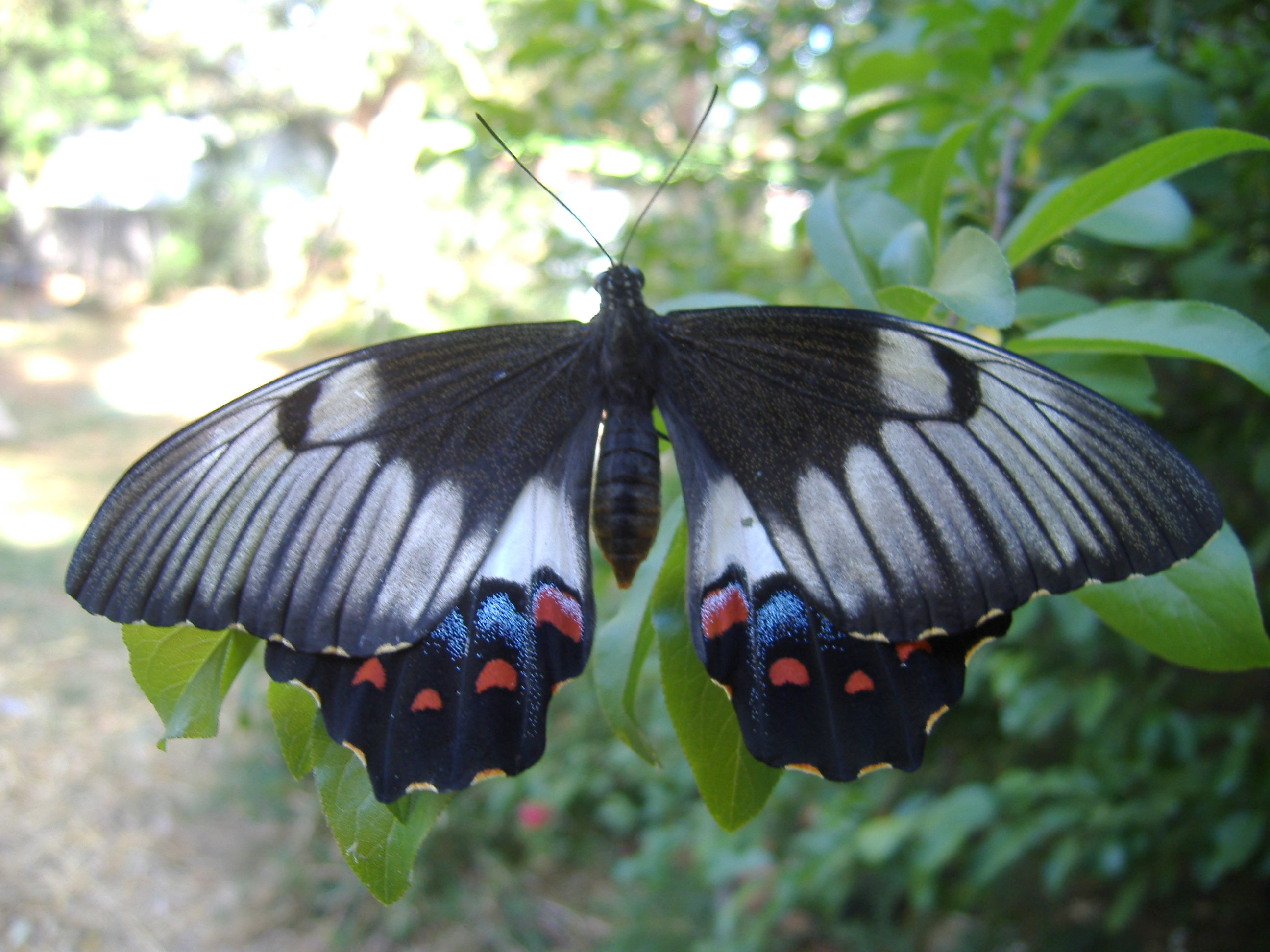
Papilio aegeus

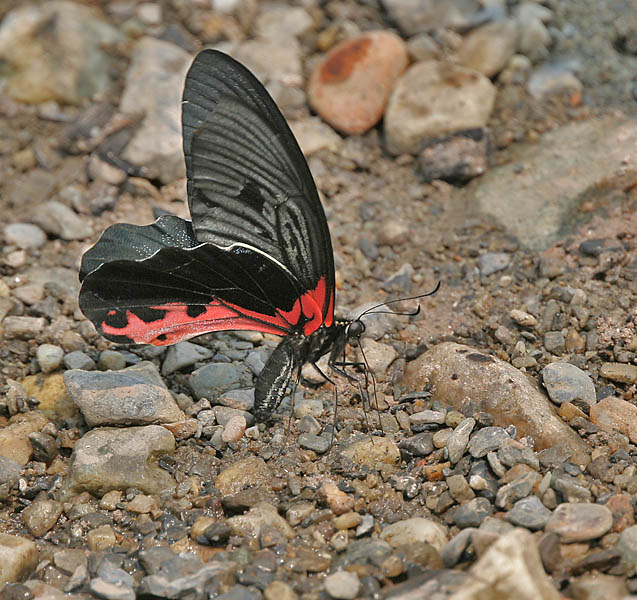
Papilio alcmenor

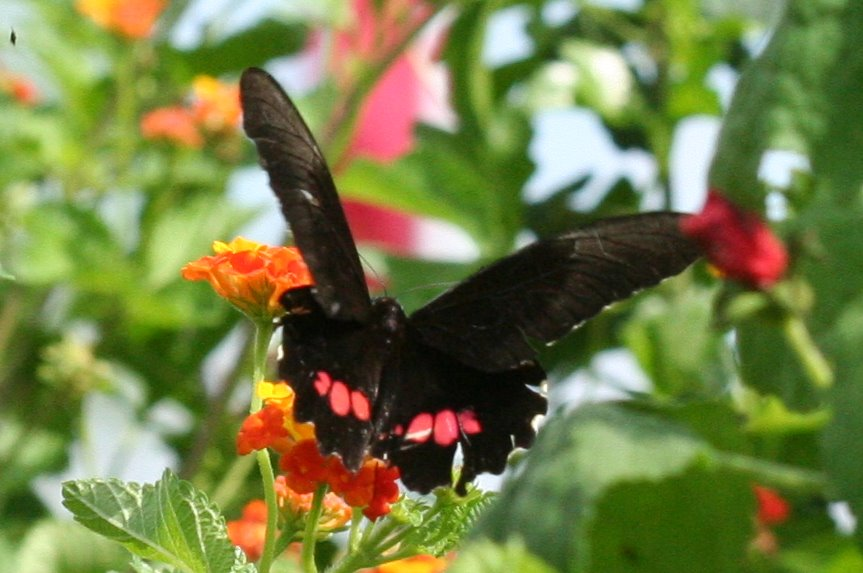
Papilio anchisiades

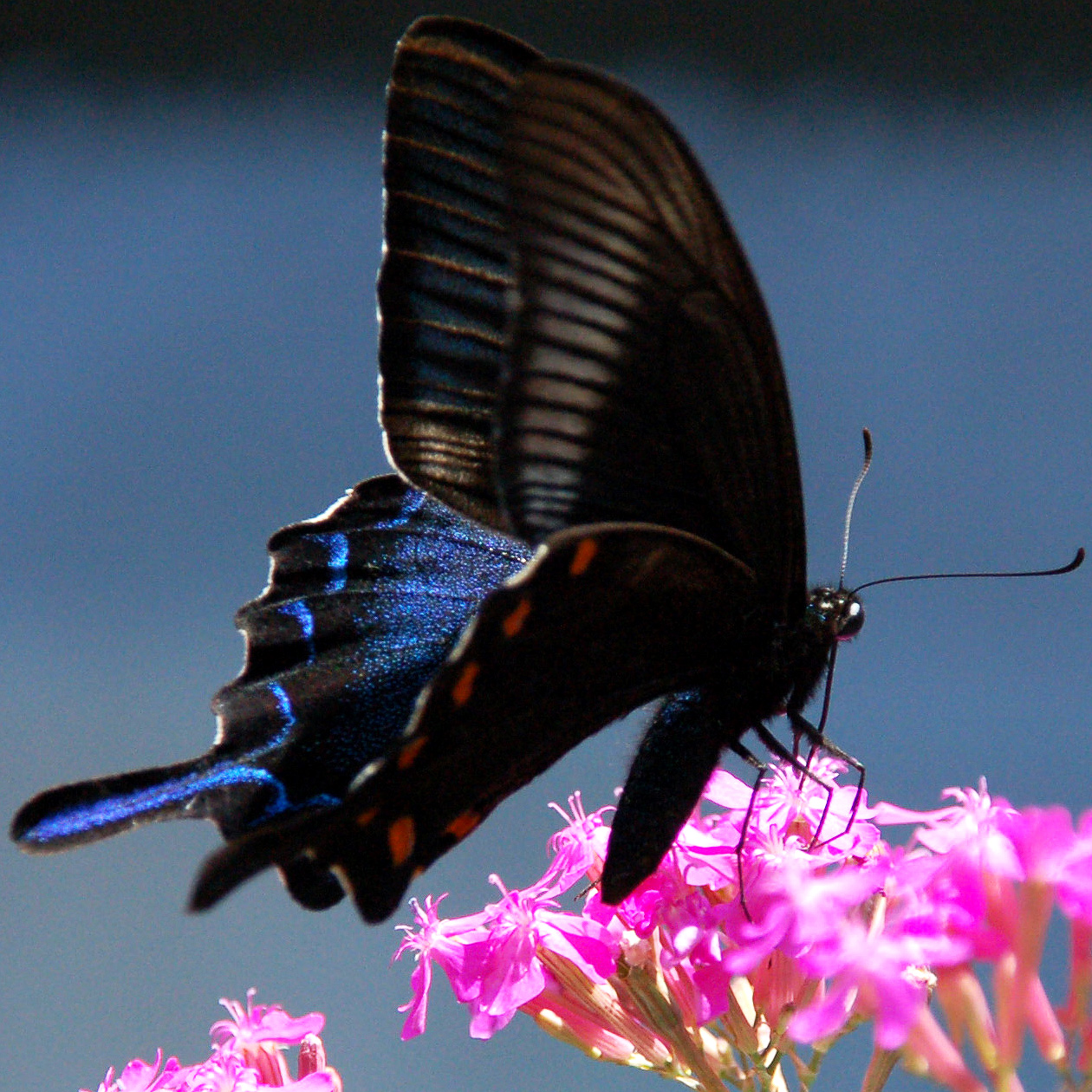
Papilio bianor

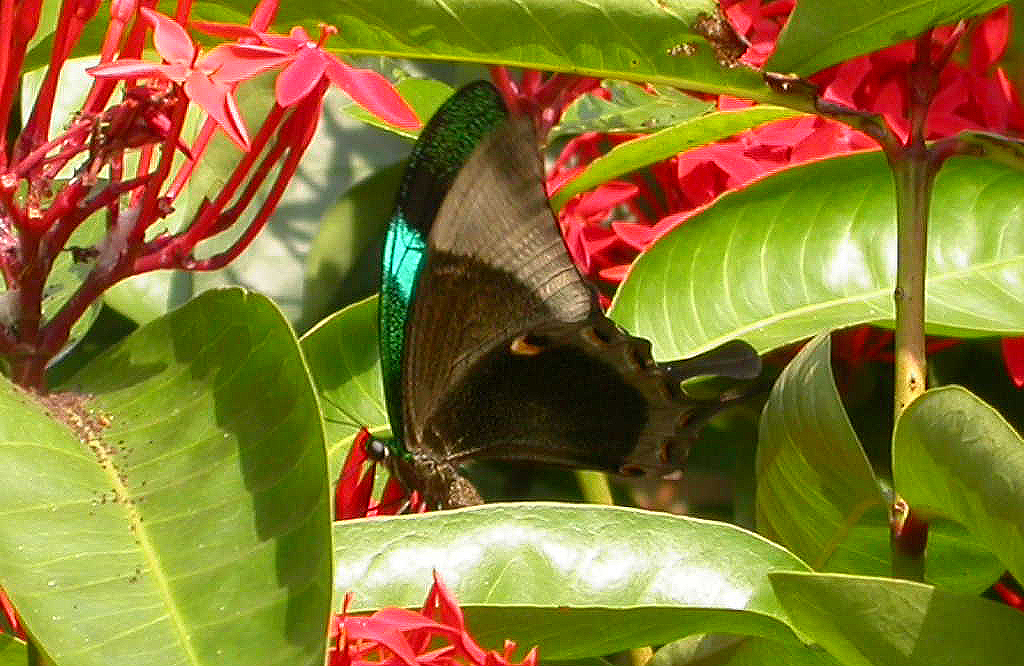
Papilio buddha

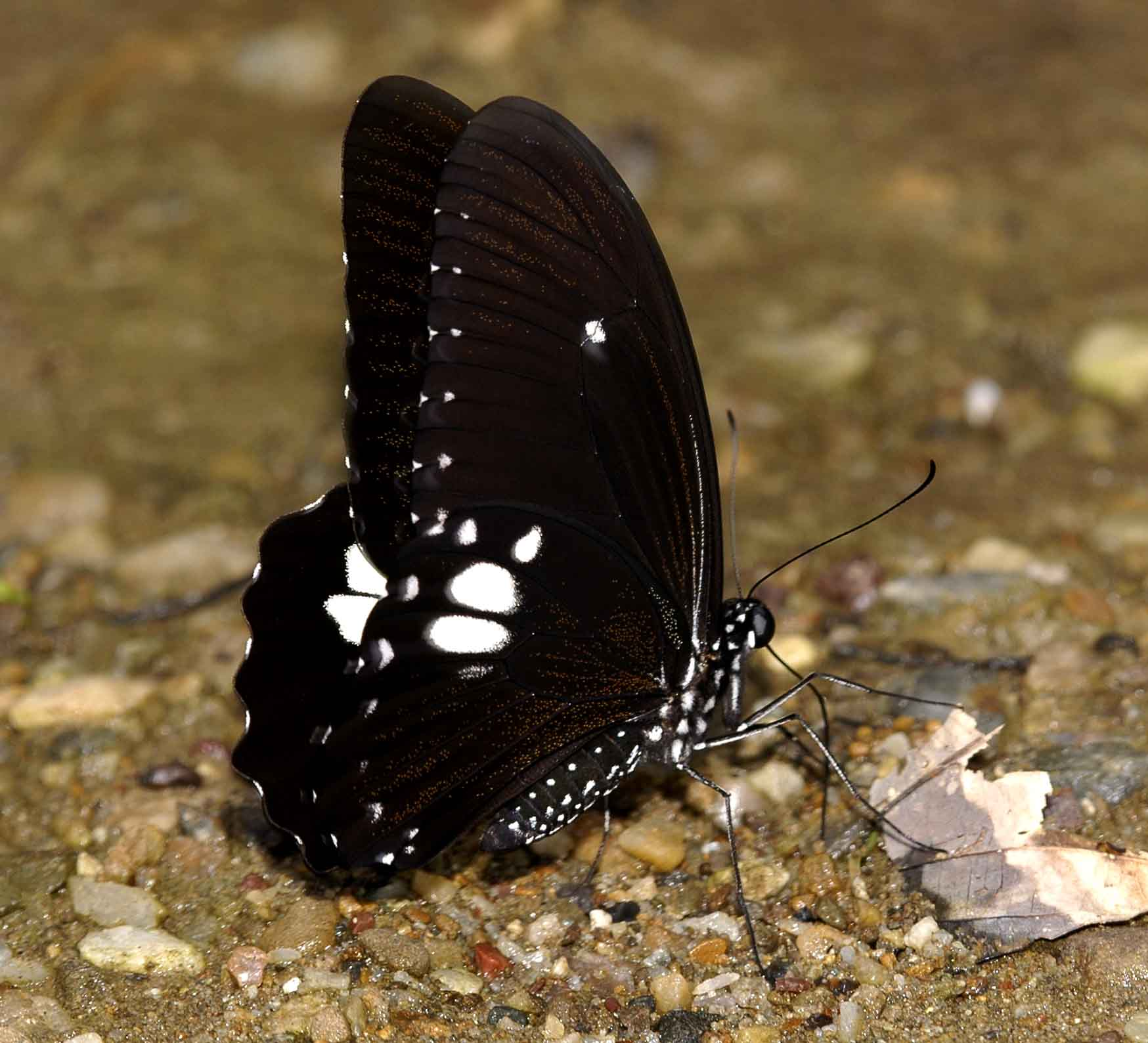
Papilio castor

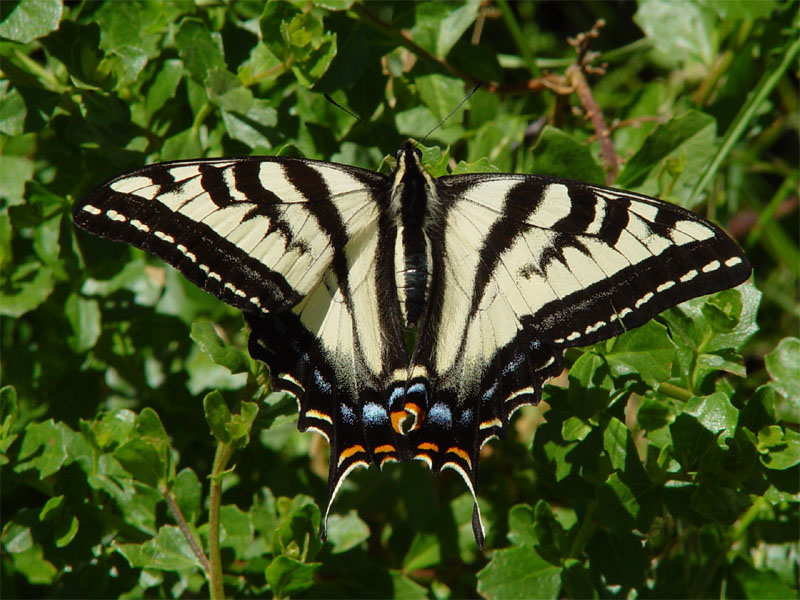
Papilio eurymedon

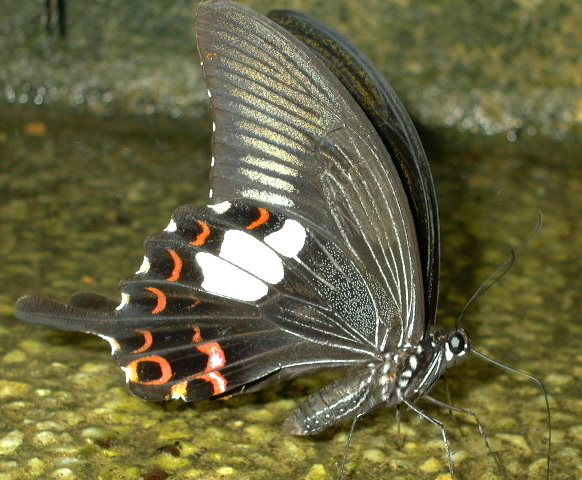
Papilio helenus

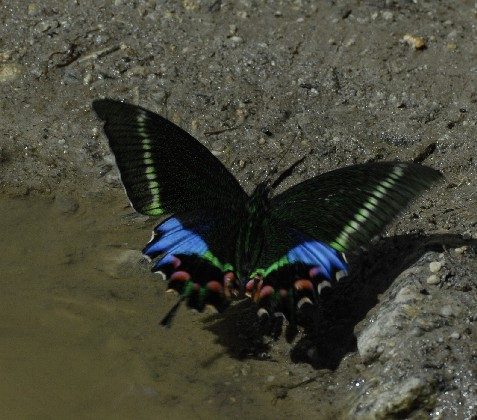
Papilio krishna

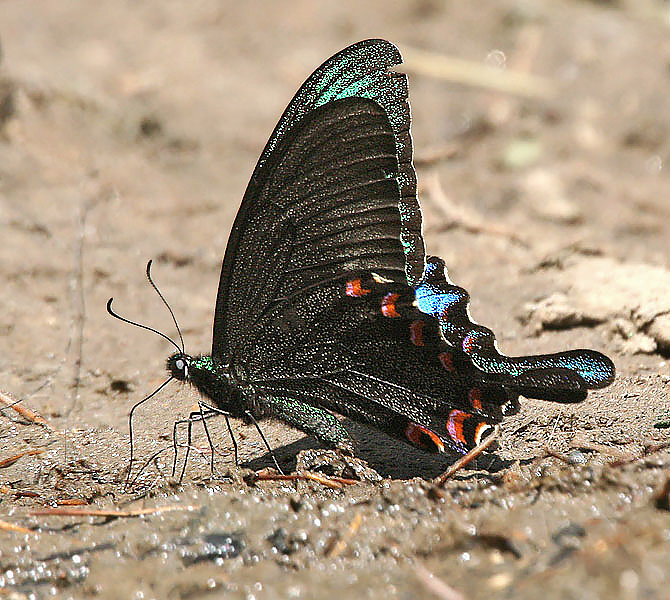
Papilio paris

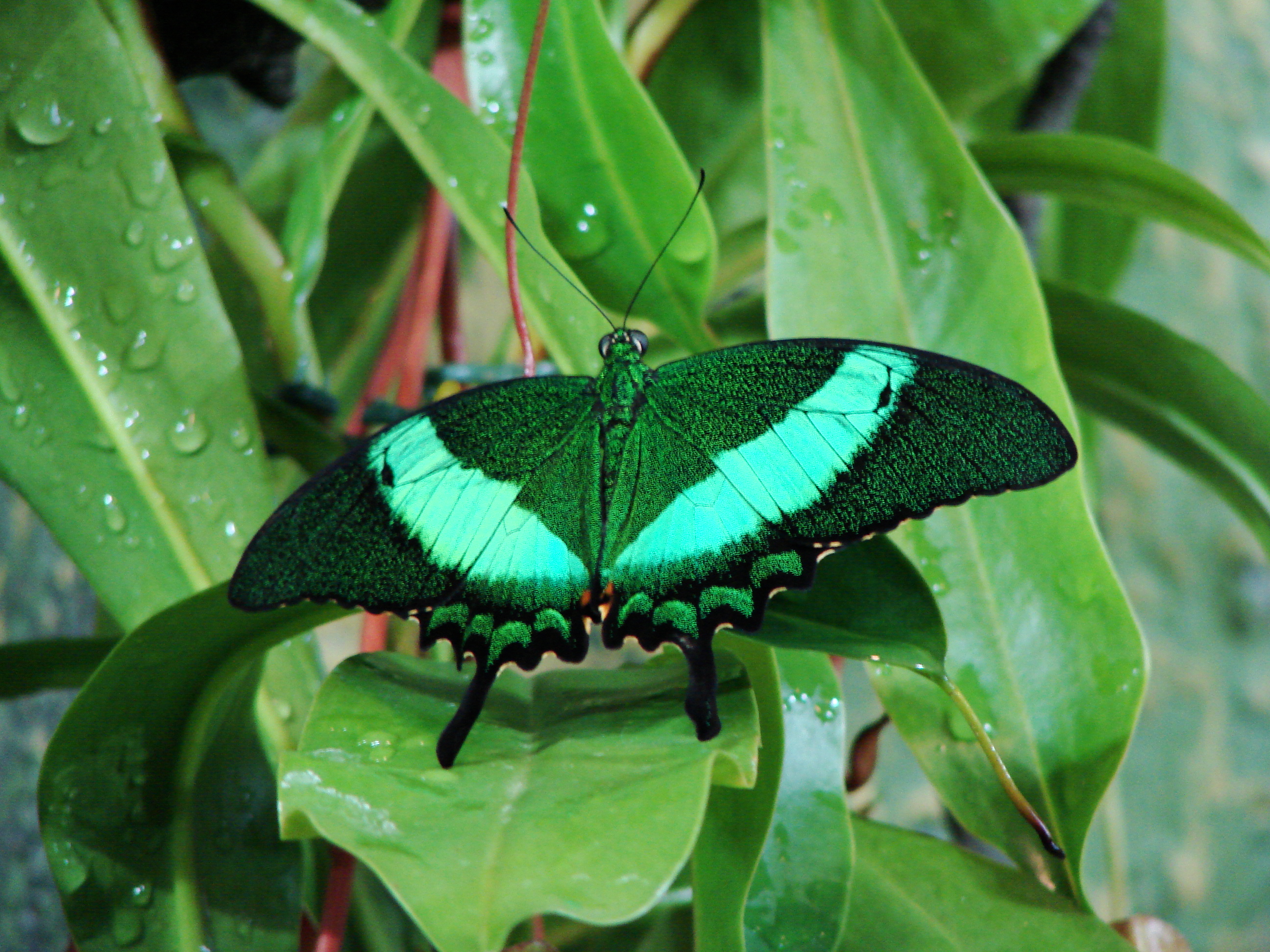
Papilio phorcas

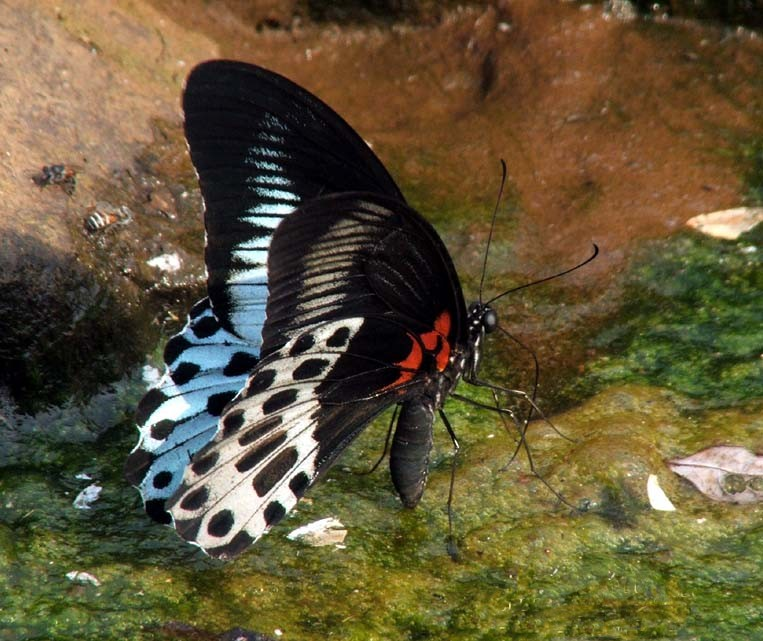
Papilio polymnestor

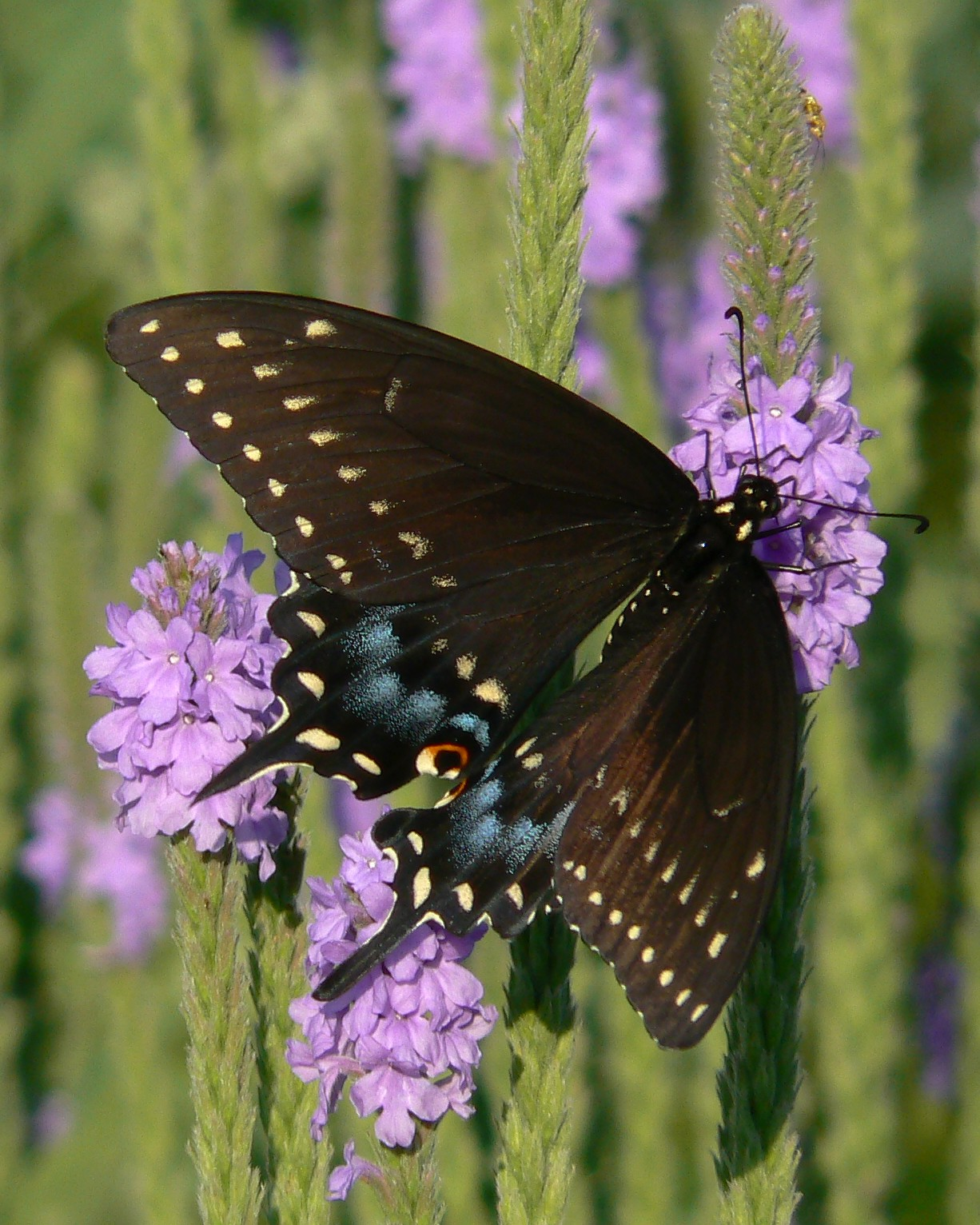
Papilio polyxenes

A Papilio a rovarok (Insecta) osztályának lepkék (Lepidoptera) rendjébe, ezen belül a pillangófélék (Papilionidae) családjába tartozó nem.

## Származása, elterjedése
Legtöbb faja a trópusokon él. Egyetlen, Magyarországon is honos faja a  fecskefarkú lepke (Papilio machaon).

## Megjelenése, felépítése
Több fajra jellemző a nőstények sokalakúsága (polimorfizmus). A nőstények kinézete az egyes élőhelyeken más és más, miközben a hímek többé-kevésbé egyformák maradnak.
Nagy termetű. Az imágó szárnya sárga vagy fehér, szemfolttal és faroknyúlvánnyal. A csupasz hernyók feje mögött húsos villa türemkedik ki (Biollex).

## Életmódja, élőhelye
Bábozódás közben hernyója vékony selyemövet sző a kialakuló báb köré úgy, hogy a bábot az ebből kiinduló szállal függeszti fel — többnyire valamilyen ágra vagy gallyra. A báb fejjel fölfelé csüng (Whalley).

## Rendszertani felosztása
A nembe többnyire 207 fajt sorolnak:
- Papilio acheron
- Papilio aegeus
- Papilio albinus
- Papilio alcmenor
- Papilio alexanor
- Papilio alphenor
- Papilio ambrax
- Papilio amynthor
- Papilio anactus
- Papilio anchisiades
- Papilio andraemon
- Papilio androgeus
- Papilio andronicus
- Papilio antimachus
- Papilio antonio
- Papilio appalachiensis
- Papilio arcturus
- Papilio aristodemus
- Papilio aristophontes
- Papilio aristor
- Papilio arnoldiana
- Papilio ascalaphus
- Papilio astyalus
- Papilio benguetanus
- Papilio bianor
- Papilio birchallii
- indonéz fecskefarkú lepke (Papilio blumei)
- Papilio bootes
- Papilio brevicauda
- Papilio bridgei
- Papilio buddha
- Papilio cacicus
- Papilio caiguanabus
- Papilio canadensis
- Papilio carolinensis
- Papilio castor
- Papilio charopus
- Papilio chiansiades
- Papilio chikae
- Papilio chitondensis
- Papilio chrapkowskii
- Papilio chrapkowskoides
- Papilio constantinus
- óriás fecskefarkú lepke (sárgafüzéres fecskefarkú pillangó, Papilio cresphontes)
- Papilio crino
- Papilio cynorta
- Papilio cyproeofila
- Papilio daedalus
- Papilio dardanus
- Papilio deiphobus
- Papilio delalandei
- Papilio demetrius
- Papilio demodocus
- citruspillangó (Papilio demoleus)
- Papilio demolion
- Papilio desmondi
- Papilio dialis
- Papilio diophantus
- Papilio dravidarum
- Papilio echerioides
- Papilio elephenor
- Papilio epenetus
- Papilio epiphorbas
- Papilio epycides
- Papilio erithonioides
- Papilio erostratus
- Papilio erskinei
- Papilio esperanza
- Papilio euchenor
- Papilio euphranor
- Papilio eurymedon
- Papilio euterpinus
- Papilio fernandus
- Papilio filaprae
- Papilio forbesi
- Papilio fuelleborni
- Papilio fuscus
- Papilio gallienus
- Papilio garleppi
- Papilio garamas
- Papilio glaucus
- Papilio gambrisius
- Papilio gigon
- Papilio godeffroyi
- Papilio grosesmithi
- Papilio hectorides
- Papilio hermeli
- Papilio helenus
- Papilio hellanichus
- Papilio himeros
- Papilio hipponous
- Papilio homerus
- Papilio homothoas
- Papilio hoppo
- Papilio hornimani
- Papilio horribilis
- korzikai fecskefarkú lepke (Papilio hospiton)
- Papilio hyppason
- Papilio hypsicles
- Papilio hystaspes
- Papilio indra
- Papilio interjectana
- Papilio inopinatus
- Papilio isidorus
- Papilio iswara
- Papilio iswaroides
- Papilio jacksoni
- Papilio janaka
- Papilio jordani
- Papilio karna
- Papilio krishna
- Papilio lamarchei
- Papilio leucotaenia
- Papilio liomedon
- Papilio lorquinianus
- Papilio lormieri
- Papilio lowii
- Papilio maackii
- fecskefarkú lepke (Papilio machaon)
  - Papilio machaon gorganus
- Papilio machaonides
- Papilio macilentus
- Papilio mackinnoni
- Papilio maesseni
- Papilio mahadeva
- Papilio mangoura
- Papilio manlius
- Papilio maraho
- Papilio maroni
- Papilio mayo
- Papilio mechowi
- Papilio mechowianus
- Papilio melonius
- Papilio menestheus
- Papilio memnon
- Papilio menatius
- Papilio microps
- Papilio moerneri
- Papilio montrouzieri
- Papilio morondavana
- Papilio multicaudata
- Papilio nireus
- Papilio nephelus
- Papilio neumoegeni
- Papilio nobilis
- Papilio noblei
- Papilio oenomaus
- Papilio ophidicephalus
- Papilio oregonius
- Papilio oribazus
- Papilio ornythion
- Papilio osmana
- Papilio oxynius
- Papilio paeon
- Papilio palamedes
- Papilio palinurus
- kéktükrös bunkóslepke (Papilio paris)
  - Papilio paris tamilana
- Papilio pelaus
- Papilio peleides
- Papilio pelodurus
- Papilio peranthus
- Papilio pericles
- Papilio pharnaces
- Papilio phestus
- Papilio phorbanta
- Papilio phorcas
- Papilio pilumnus
- Papilio pitmani
- Papilio plagiatus
- Papilio polyctor
- Papilio polymnestor
- közönséges mormon pillangó (Papilio polytes)
- Papilio polyxenes
- Papilio prexaspes
- Papilio protenor
- Papilio rogeri
- Papilio rex
- Papilio rumanzovia
- Papilio rutulus
- Papilio saharae
- Papilio sataspes
- Papilio scamander
- Papilio schmeltzi
- Papilio sjoestedti
- Papilio sosia
- Papilio syfanius
- Papilio taiwanus
- Papilio thaiwanus
- Papilio thersites
- Papilio thoas
- Papilio thuraui
- Papilio toboroi
- Papilio torquatus
- Papilio troilus
- Papilio tydeus
- Papilio ufipa
- Ulysses fecskefarkú lepke (Papilio ulysses)
- Papilio warscewiczii
- Papilio weymeri
- Papilio woodfordi
- Papilio xanthopleura
- japán fecskefarkú lepke (Papilio xuthus)
- Papilio zagreus
- Papilio zalmoxis
- Papilio zelicaon
- Papilio zenobia

## Gazdasági jelentősége
Egyes fajok ismert kártevők; így például az óriás fecskefarkú lepke pusztítását Észak- és Köuzép-Amerikában „narancspestisnek” nevezik (Whalley).